# 옹구스

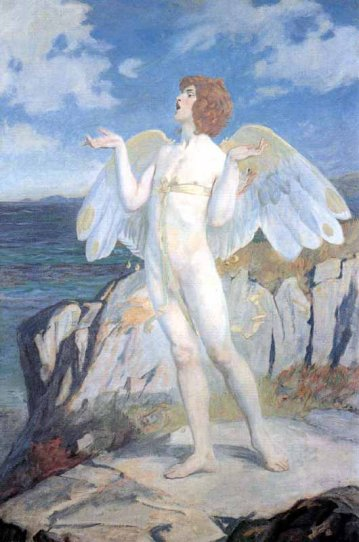
백조의 날개를 단 것으로 묘사된 빅토리아 시대의 앙구스 그림.

옹구스(고대 아일랜드어: Óengus [oiŋɡus], 중세 아일랜드어: Áengus 앙구스, 아일랜드어: Aengus 엥거스[ˈeːŋɡəsˠ])는 아일랜드 신화의 투어허 데 다넌 신족의 일원으로, 사랑과 젊음의 신으로 생각된다. 옹구스 오크(고대 아일랜드어: Óengus Óc, 아일랜드어: Aengus Óg 앙구스 오그→젊은 옹구스), 막 인드 오그(아일랜드어: Mac ind Óg→젊음의 아들), 막 오그(아일랜드어: Mac Óg→젊은 아들) 등의 이명이 있다.
그의 부모는 다그다 모르와 보안이며, 보인 강가의 뉴그레인지 고분이 거처였다고 한다.
다그다는 네크탄의 아내인 보안과 불륜하여 옹구스를 잉태시켰는데, 불륜 사실을 숨기기 위해 다그다는 태양이 아홉 달 동안 떠 있도록 만들었다. 때문에 옹구스는 하루만에 태어난 꼴이 되었다. 이렇게 해서 옹구스가 태어나자 미디르가 옹구스를 거두어 키웠다.
장성한 옹구스는 친부 다그다에게 브루 나 보너를 부동산으로 물려받았다. 브루 나 보너란 보인 강 강가의 뉴그레인지, 나우스, 다우스 고분들이 있는 곳이다. 다그다가 자식들에게 재산을 나눠줄 때 옹구스는 너무 늦게 도착해서 미처 재산을 받지 못했다. 그래서 옹구스는 아버지에게 브루에서 "한 밤과 한 낮"을 지내도 되겠느냐고 물었고, 다그다는 그래도 된다고 했다. 그런데 아일랜드어에는 부정관사가 따로 없기 때문에, "한 밤과 한 낮"이란 곧 "밤과 낮" 즉 모든 시간을 의미한다. 그래서 옹구스는 브루 나 보너를 자신의 영구한 소유로 삼게 됐다. 〈에틴의 구애〉에는 이 이야기가 조금 다르게 전해지는데, 여기서는 네크탄 대신 엘크와르가 다그다와 불륜한 보안의 남편이고, 장성한 옹구스가 엘크와르를 속여서 브루 나 보너를 뜯어냈다고 나온다.
〈투어허 데 다넌의 죽음 이야기〉에 따르면 엘크와르가 미디르를 죽였기에 옹구스는 양아버지의 복수를 하려고 의붓아버지인 엘크와르를 죽였다. 또한 루 라와더의 음유시인 중 하나가 옹구스의 형제 케르마트가 루의 아내와 불륜하였다고 주장하자 옹구스는 그 음유시인을 잡아와서는 미디르의 면전에서 죽였다.
Tale of the Two Pails에 따르면 옹구스의 수양딸이었던 이스시(요정족) 여자가 있었는데, 그녀가 길을 잃고 헤매다가 기독교를 전도하고 다니던 성 파트리치오 패거리와 만나게 되었다. 딸은 기독교로 개종했고, 옹구스는 그녀의 마음을 돌릴 수 없었다. 옹구스는 떠나 버렸고, 수양딸은 몇 주 뒤 슬픔에 빠져 죽었다고 한다.
〈옹구스의 꿈〉에는 이런 이야기가 있다. 어느날 옹구스는 꿈속에서 본 여자에게 반하게 되었다. 그의 어머니인 보안과 아버지 다그다는 1년 내내 에린 땅을 뒤지고 다니며 그 여자를 찾아다녔다. 1년 뒤 마침내 먼스터를 다스리던 보드브 데르그가 그 여자를 찾아냈다. 옹구스가 난초 호수(lake of the Dragon's Mouth)로 가 보았더니 150명의 여자들이 쇠사슬에 묶여 있었는데, 그 중에 옹구스가 꿈속에서 본 케르 이보르메이흐도 있었다. 1년에 한 번, 사완 축제의 둘째 날인 11월 1일이 되면 케르와 다른 여자들은 모두 백조로 변신하게 되었는데, 옹구스가 그 백조 중에서 케르를 찾아낸다면 그녀와 결혼할 수 있다는 허락이 내려졌다. 옹구스는 그녀를 찾아내는 데 성공했고, 자신도 백조로 변신해 함께 날아갔다. 백조 부부는 날아가면서 아름다운 노래를 불렀는데, 이 노래를 듣는 이들은 모두 3일 밤낮동안 잠에 빠지게 되었다고 한다.
옹구스는 피어너의 디어머드 우어 두브너의 양아버지이자 수호신이었다.
옹구스는 "격렬한 분노"의 검 모랄타크를 소유하고 있었는데, 본래 마난난 막 레르의 것이었다가 마난난이 옹구스에게 준 것이다. 옹구스는 이 검을 양아들 디어머드에게 주었다. 또한 옹구스는 "작은 분노"의 검 베갈타크, 두 자루의 명창 게 비데와 게 데르그도 소유하고 있었는데, 두 자루의 창 역시 디어머드에게 주었다. 디어머드가 죽자 옹구스는 그의 시체를 브루 나 보너로 가지고 와서 생명을 불어넣고 마음 내킬 때마다 디어미드의 산송장과 잡담을 나누었다고 한다.